# وینچنزو اسکاموزی
وینچنزو اسکاموزی (ایتالیایی: Vincenzo Scamozzi؛ ۲ سپتامبر ۱۵۴۸ – ۷ اوت ۱۶۱۶) یک معمار ایتالیایی (جمهوری ونیز)، مهندس طراح شهر و نویسنده ای در زمینه معماری بود که عمدتاً در نیمه دوم قرن شانزدهم در منطقه ویچنزا و جمهوری ونیز فعال بود. شاید او مهم‌ترین چهره بین آندریا پالادیو بود که پس از مرگ پالادیو در سال ۱۵۸۰پروژه‌های ناتمامش را به ارث برد. بالداسار لونگنا تنها شاگرد اسکاموزی است.
به گفته اسکاموزی، معماری - رشته‌ای که او تمام زندگی خود را وقف آن کرد - باید علمی دقیق و پیچیده باشد، با قوانین خاص خود که باید با دقت و حوصله مطالعه شود: «معماری علم است».
رودلف ویتکوور او را «پدر روشنفکر نئوکلاسیک» نامید.
پروژه عمومی بزرگ پالادیو که اسکاموزی در مراحل اولیه ساخت آن را به ارث برد، تئاتر المپیکو در ویچنزا بود که پالادیو در ماه‌های آخر عمرش آن را طراحی کرده بود.